# Formation de Lourinhã
La formation de Lourinhã est une formation géologique de la région de Lisbonne dans l'ouest du Portugal, et portant le nom de la municipalité de Lourinhã où elle est située. Elle est subdivisée en deux parties : le secteur de Amoreira-Porto-Novo et l'unité Sobral.
La formation date du Jurassique supérieur (Kimméridgien/Tithonien) et se caractérise par la présence d'une faune fossile semblable à celle de la Formation de Morrison aux États-Unis et de Tendaguru en Tanzanie.

## Géographie

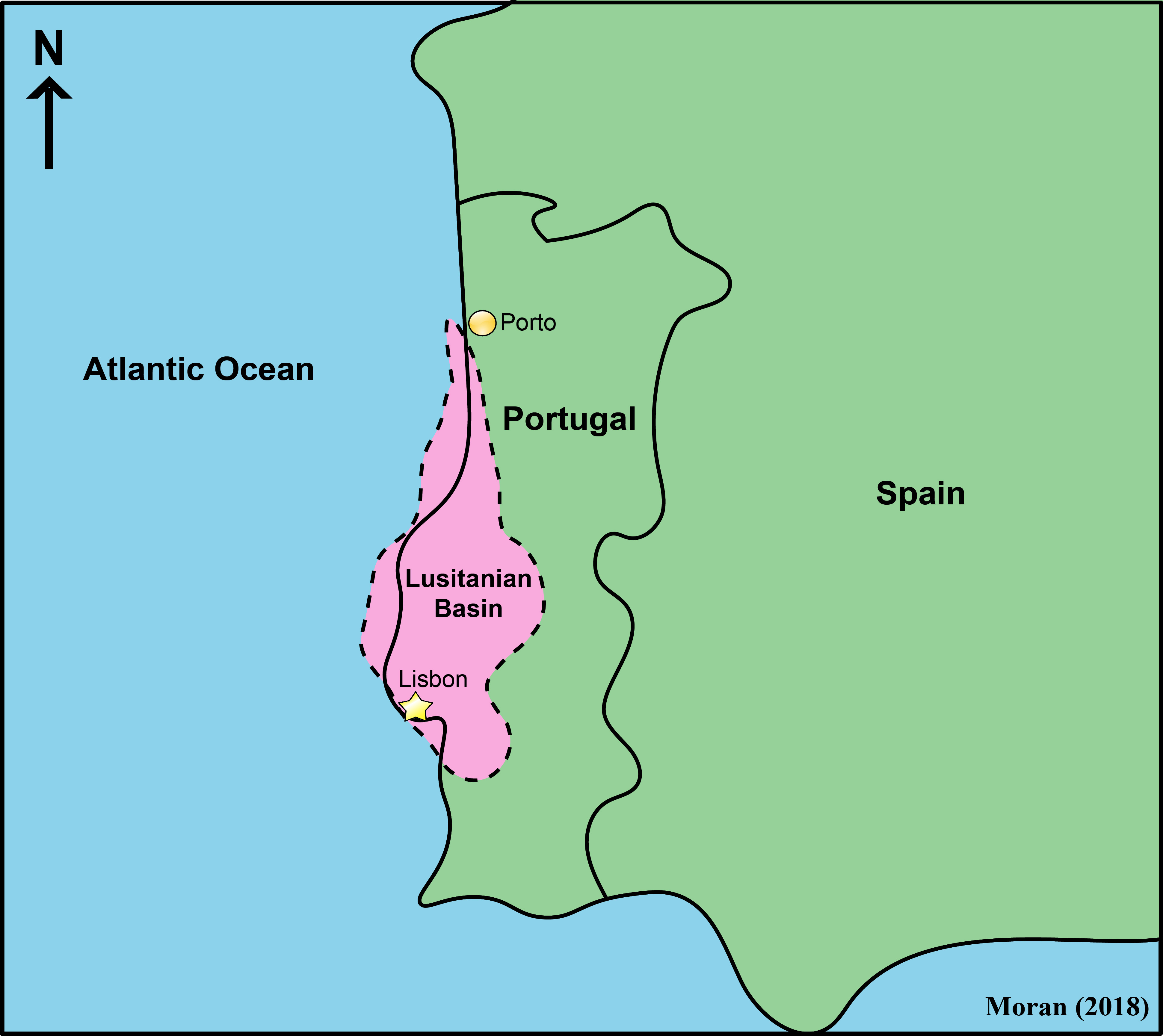
Localisation du bassin lusitanien dans la péninsule ibérique.

## Faune de la Formation de Lourinhã
- Allosaurus europaeus
- Ceratosaurus dentisulcatus
- Dacentrurus armatus
- Dinheirosaurus lourinhanensis
- Draconyx loureiroi
- Dracopelta zbyszewskii
- Lourinhanosaurus antunesi
- Lourinhasaurus alenquerensis
- Lusotitan atalaiensis
- Miragaia longicollum
- Stegosaurus ungulatus[1]
- Torvosaurus tanneri

## Flore de la Formation de Lourinhã
- Pterophyllum mondeguensis
- Pterophyllum sp.
- Sphenolepis choffati